# Frank De Kova
Frank De Kova (New York, 17 marzo 1910 – Los Angeles, 15 ottobre 1981) è stato un attore statunitense di origini italiane.

## Biografia
Prima di intraprendere la carriera teatrale, insegnava lingue nelle scuole. Fece il suo esordio a Broadway e lì venne scoperto dal regista Elia Kazan. Trasferitosi a Hollywood, partecipò a diversi film dell'epoca, quali Viva Zapata! (1952) e Il grande cielo (1952). Recitò inoltre nel ruolo di Abiram ne I dieci comandamenti (1956) di Cecil B. DeMille. 
Lavorò in diverse serie televisivi e interpretò il ruolo del capo indiano Aquila Selvaggia nella serie I forti di Forte Coraggio e del mafioso Jimmy Napoli nella serie  Gli intoccabili. Morì di cause naturali nel 1981.

## Filmografia

### Cinema
- Marmittoni al fronte (Up Front), regia di Alexander Hall (1951)
- Luci sull'asfalto (The Mob), regia di Robert Parrish (1951)
- Viva Zapata!, regia di Elia Kazan (1952)
- Holiday for Sinners, regia di Gerald Mayer (1952)
- Il grande cielo (The Big Sky), regia di Howard Hawks (1952)
- L'ultima freccia (Pony Soldier), regia di Joseph M. Newman (1952)
- Prigionieri della città deserta (Split Second), regia di Dick Powell (1953)
- I cavalieri di Allah (The Desert Song), regia di H. Bruce Humberstone (1953)
- I pirati dei sette mari (Raiders of the Seven Seas), regia di Sidney Salkow (1953)
- La freccia insanguinata (Arrowhead), regia di Charles Marquis Warren (1953)
- La tunica (The Robe), regia di Henry Koster (1953)
- I fratelli senza paura (All the Brothers Were Valiant), regia di Richard Thorpe (1953)
- Resistenza eroica (Fighter Attack), regia di Lesley Selander (1953)
- La carica dei Kyber (King of the Khyber Rifles), regia di Henry King (1953)
- Cavalcata ad ovest (They Rode West), regia di Phil Karlson (1954)
- La valle dei re (Valley of the Kings), regia di Robert Pirosh (1954)
- Il cavaliere implacabile (Passion), regia di Allan Dwan (1954)
- Rullo di tamburi (Drum Beat), regia di Delmer Daves (1954)
- La straniera (Strange Lady in Town), regia di Mervyn LeRoy (1955)
- L'uomo di Laramie (The Man from Laramie), regia di Anthony Mann (1955)
- Hold Back Tomorrow, regia di Hugo Haas (1955)
- La spiaggia delle conchiglie (Shack Out on 101), regia di Edward Dein (1955)
- Il cavaliere senza volto (The Lone Ranger), regia di Stuart Heisler (1956)
- Santiago, regia di Gordon Douglas (1956)
- I pilastri del cielo (Pillars of the Sky), regia di George Marshall (1956)
- I dieci comandamenti (The Ten Commandments), regia di Cecil B. DeMille (1956)
- La figlia del capo indiano (The White Squaw), regia di Ray Nazarro (1956)
- Rappresaglia (Reprisal!), regia di George Sherman (1956)
- La tortura della freccia (Run of the Arrow), regia di Samuel Fuller (1957)
- L'assassino sul tetto (Appointment with a Shadow), regia di Richard Carlson (1957)
- La cavalcata della vendetta (Ride Out for Revenge), regia di Bernard Girard (1957)
- Cowboy, regia di Delmer Daves (1958)
- Karamazov (The Brothers Karamazov), regia di Richard Brooks (1958)
- La legge del mitra (Machine-Gun Kelly), regia di Roger Corman (1958)
- Adolescente delle caverne (Teenage Cave Man), regia di Roger Corman (1958)
- Apache Territory, regia di Ray Nazarro (1958)
- La notte senza legge (Day of the Outlaw), regia di André De Toth (1959)
- I ribelli del Kansas (The Jayhawkers!), regia di Melvin Frank (1959)
- Jack Diamond gangster (The Rise and Fall of Legs Diamond), regia di Budd Boetticher (1960)
- L'erede di Al Capone (Portrait of a Mobster), regia di Joseph Pevney (1961)
- Atlantide, il continente perduto (Atlantis, the Lost Continent), regia di George Pal (1961)
- Lo sceriffo scalzo (Follow That Dream), regia di Gordon Douglas (1962)
- I temerari del West (The Raiders), regia di Herschel Daugherty (1963)
- I cacciatori del lago d'argento (Those Calloways), regia di Norman Tokar (1965)
- La più grande storia mai raccontata (The Greatest Story Ever Told), regia di George Stevens (1965)
- La spada di Alì Babà (The Sword of Ali Baba), regia di Virgil W. Vogel (1965)
- Wyoming, terra selvaggia (The Wild Country), regia di Robert Totten (1970)
- Professione assassino (The Mechanic), regia di Michael Winner (1972)
- Frasier, the Sensuous Lion, regia di Pat Shields (1973)
- Slam! Colpo forte (The Slams), regia di Jonathan Kaplan (1973)
- Il boss è morto (The Don Is Dead), regia di Richard Fleischer (1973)
- Baby Needs a New Pair of Shoes, regia di Bill Brame (1974)
- Johnny Firecloud, regia di William Allen Castleman (1975)
- Cat in the Cage, regia di Tony Zarindast (1978)
- Mafia on the Bounty, regia di Joseph Van Winkle (1980)
- American Pop, regia di Ralph Bakshi (1981)

### Televisione
- Dick Tracy – serie TV, un episodio (1950)
- The Ford Theatre Hour – serie TV, un episodio (1951)
- Martin Kane, Private Eye – serie TV, 2 episodi (1951)
- I segreti della metropoli (Big Town) – serie TV, un episodio (1956)
- The Ford Television Theatre – serie TV, un episodio (1956)
- Crusader – serie TV, episodio 1x31 (1956)
- 77º Lancieri del Bengala (Tales of the 77th Bengal Lancers) – serie TV, episodio 1x03 (1956)
- Hawkeye and the Last of the Mohicans – serie TV, un episodio (1957)
- Crossroads – serie TV, episodio 2x30 (1957)
- Le avventure di Rin Tin Tin (The Adventures of Rin Tin Tin) – serie TV, 2 episodi (1957)
- The Walter Winchell File – serie TV, un episodio (1958)
- The Restless Gun – serie TV, episodio 2x02 (1958)
- Man with a Camera – serie TV, un episodio (1958)
- Mike Hammer – serie TV, un episodio (1959)
- Buckskin – serie TV, un episodio (1959)
- Black Saddle – serie TV, un episodio (1959)
- Peter Gunn – serie TV, episodio 1x27 (1959)
- Westinghouse Desilu Playhouse – serie TV, 2 episodi (1959)
- The Californians – serie TV, 2 episodi (1958-1959)
- U.S. Marshal – serie TV, un episodio (1959)
- The Lawless Years – serie TV, un episodio (1959)
- Gunsmoke – serie TV, 5 episodi (1956-1959)
- The Deputy – serie TV, un episodio (1959)
- The Texan – serie TV, un episodio (1959)
- The Alaskans – serie TV, episodio 1x20 (1960)
- Five Fingers – serie TV, un episodio (1960)
- I detectives (The Detectives) – serie TV, episodio 1x13 (1960)
- Johnny Staccato – serie TV, episodio 1x18 (1960)
- Tales of Wells Fargo – serie TV, 3 episodi (1957-1960)
- Overland Trail – serie TV, un episodio (1960)
- Hotel de Paree – serie TV, un episodio (1960)
- The Rifleman – serie TV, 2 episodi (1959-1960)
- Surfside 6 – serie TV, episodio 1x01 (1960)
- Hawaiian Eye – serie TV, episodio 2x12 (1960)
- Lawman – serie TV, un episodio (1960)
- The Islanders – serie TV, un episodio (1960)
- Hong Kong – serie TV, episodio 1x18 (1961)
- The Rebel – serie TV, un episodio (1961)
- Gli uomini della prateria (Rawhide) – serie TV, 2 episodi (1959-1961)
- Route 66 – serie TV, un episodio (1961)
- The Tall Man – serie TV, un episodio (1961)
- Gunslinger – serie TV, episodio 1x12 (1961)
- The Roaring 20's – serie TV, 2 episodi (1960-1961)
- Maverick – serie TV, episodio 5x05 (1961)
- Frontier Circus – serie TV, un episodio (1961)
- Fred Astaire (Alcoa Premiere) – serie TV, un episodio (1961)
- Thriller – serie TV, episodio 2x17 (1962)
- Alfred Hitchcock presenta (Alfred Hitchcock Presents) – serie TV, 2 episodi (1959-1962)
- Outlaws – serie TV, episodio 2x23 (1962)
- The Gallant Men – serie TV, episodio 1x04 (1962)
- Cheyenne – serie TV, 7 episodi (1957-1962)
- Gli intoccabili (The Untouchables) – serie TV, 8 episodi (1959-1962)
- Laramie – serie TV, 4 episodi (1959-1963)
- Dakota (The Dakotas) – serie TV, episodio 1x19 (1963)
- Indirizzo permanente (77 Sunset Strip) – serie TV, 3 episodi (1958-1963)
- The Greatest Show on Earth – serie TV, episodio 1x16 (1964)
- The Travels of Jaimie McPheeters – serie TV, episodio 1x23 (1964)
- Ben Casey – serie TV, episodio 3x30 (1964)
- The Crisis (Kraft Suspense Theatre) – serie TV, un episodio (1964)
- The Third Man – serie TV, 2 episodi (1959-1964)
- Carovane verso il West (Wagon Train) – serie TV, 8 episodi (1957-1965)
- Daniel Boone – serie TV, 2 episodi (1964-1965)
- I forti di Forte Coraggio (F Troop) – serie TV, 63 episodi (1965-1967)
- Operazione ladro (It Takes a Thief) – serie TV, 2 episodi (1968)
- Ai confini dell'Arizona (The High Chaparral) – serie TV, episodio 2x12 (1968)
- Hawaii Squadra Cinque Zero (Hawaii Five-O) – serie TV, un episodio (1969)
- Death Valley Days – serie TV, 3 episodi (1962-1969)
- Love, American Style – serie TV, un episodio (1971)
- F.B.I. (The F.B.I.) – serie TV, 2 episodi (1973)
- Toma – serie TV, un episodio (1974)
- Dove corri Joe? (Run, Joe, Run) – serie TV, un episodio (1974)
- Sulle strade della California (Police Story) – serie TV, un episodio (1974)
- Apple's Way – serie TV, un episodio (1974)
- Pepper Anderson agente speciale (Police Woman) – serie TV, un episodio (1975)
- Disneyland – serie TV, 2 episodi (1968-1975)
- Crossfire – film TV (1975)
- Cannon – serie TV, un episodio (1976)
- Agenzia Rockford (The Rockford Files) – serie TV, un episodio (1977)
- Baretta – serie TV, un episodio (1978)
- La casa nella prateria (Little House on the Prairie) – serie TV, episodi 5x15-6x07 (1979)
- L'incredibile Hulk (The Incredible Hulk) – serie TV, episodio 3x22 (1980)

### Doppiatore
- Heavy Traffic, regia di Ralph Bakshi (1973)
- Coonskin, regia di Ralph Bakshi (1975)
- Hey Good Lookin', regia di Ralph Bakshi (1982)

## Doppiatori italiani
- Augusto Marcacci in La freccia insanguinata
- Cesare Fantoni in Cavalcata ad ovest
- Renato Cristofari in I dieci comandamenti
- Gualtiero De Angelis in La tortura della freccia
- Amilcare Pettinelli in Cowboy
- Renato Turi in I cacciatori del lago d'argento